# Păianjen pustnic maro
Păianjenul pustnic maro (lat. Loxosceles reclusa) este un păianjen veninos răspândit în Statele Unite.

## Descriere

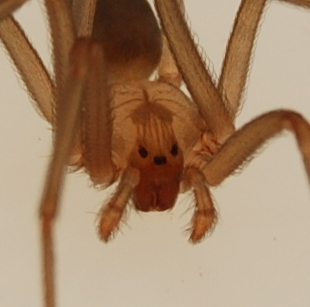
Prosoma în detaliu, se văd foarte bine cele trei perechi de ochi

Lungimea corpului este cuprinsă între 6–20 mm, iar femela este mai mare decât masculul. Având în vedere că păianjenul are marcaje similare nu numai cu reprezentanții aceluiași gen, ci și cu cei din alte familii Pholcidae și Mimetidae, în scopul identificării este mult mai important să se examineze ochii. Numărul și dispoziția ochilor diferă foarte mult de ceilalți păianjeni, care au 8 ochi. Păianjenul pustnic maro are 6 ochi grupați în trei perechi, una mediană și câte două laterale. Chiar dacă și alții au o asemenea aranjare a ochilor (familia Scytodidae), se deosebește de aceștia prin modelul de colorație a corpului și prin lipsa spinilor, opistosma este acoperită cu perișori fini și scurți. Articulațiile picioarelor pot avea o culoare ușor mai deschisă decât restul corpului. Altă caracteristică de identificare este poziția păianjenului pe o suprafață plană: de obicei, picioarele sunt bine extinse, cu excepția cazurilor de alarmare. Când este amenințat, întinde picioare posterioare într-o poziție defensivă, se retrage în spate și ridică pedipalpii. Păianjenul se mișcă cu o viteză uniformă, oprindu-se pentru restabilirea presiunii arteriale din picioare, apoi continuă într-un ritm constant. Păianjenul pustnic maro evită situațiile de conflict, preferând să fugă.

## Modul de viață
Ziua, acest păianjen se ascunde printre pietre, prin crăpături, în vizuinile altor animale sau își țese pânze în locuri retrase și uscate: grajduri, dulapuri, paturi, pivnițe. Pânzele sunt neregulate. În casele oamenilor el preferă cartonul, deoarece imită culoarea scoarței copacilor pe care trăiește. El se poate găsi și în cutii, lenjerie, haine, încălțăminte etc. Spre deosebire de alți păianjeni țesători de pânze, acesta părăsește pânza sa pe timp de noapte pentru a vâna. Masculul își petrece mai mare parte a timpului la vânătoare pe când femela pe pânză sau în apropierea ei. Se hrănesc cu diferite insecte. Păianjenul pustnic injectează în victimă venin cu acțiune hemolitică și necrotică.

## Interacțiunea cu omul
Această specie este rareori agresivă. Atacurile asupra oamenilor sunt, relativ, rare. Păianjenul mușcă, de obicei, doar atunci când este amenințat, presat pe piele când se găsește în haine, ștergar sau lenjeria de pat. 
Multe victime umane au fost mușcate după îmbrăcarea unei haine sau încălțăminte. Multe răni necrotice diagnosticate ca mușcăturile păianjenului pustnic maro pot fi de fapt infecții cauzate de  stafilococul auriu meticilino-rezistent. În alte cazuri, poate fi cancerul cutanat, boala Lyme, mușcături ale unor  insecte veninoase sau leziuni chimice ale pielii. Mușcătura păianjenului pustnic maro produce o serie de simptome numite loxoscelism. Există două tipuri de loxoscelism: cutanat  și viscerocutanat.

## Răspândire
Păianjenul pustnic maro se întâlnește în Statele Unite din Midwest până la Golful Mexic. O specie înrudită (Loxosceles rufescens), se găsește în Hawaii. Există alte specii de Loxosceles în sud-vestul Statelor Unite, inclusiv California, care pot semăna cu Păianjenul pustnic maro, dar aceste specii nu au fost niciodată documentate cu un efectiv important. 